# César Pellegrín
César Eduardo Pellegrín García (ur. 5 marca 1979 w Montevideo) – urugwajski piłkarz występujący na pozycji obrońcy.

## Kariera klubowa
Pellegrín zawodową karierę rozpoczynał w 1995 roku w zespole Danubio. Jego barwy reprezentował przez 3 sezony. W 1997 roku podpisał kontrakt z włoskim Juventusem z Serie A. W jego barwach nie rozegrał jednak żadnego spotkania. W 1998 roku odszedł do Ternany z Serie C1. Grał w niej przez rok.
W 1999 roku Pellegrín wrócił do Urugwaju, gdzie został graczem Nacionalu Montevideo. W 2000 roku zdobył z nim mistrzostwo Urugwaju. W 2001 roku ponownie został graczem Danubio. Tym razem występował w nim przez 2 sezony. W 2003 roku trafił do Centralu Español, a w 2004 roku do Deportivo Maldonado.
W 2005 roku Pellegrín przeszedł do fińskiego zespołu RoPS. Po zakończeniu sezonu 2005 odszedł z tego klubu. W 2007 roku podpisał kontrakt z El Tanque Sisley. Na początku 2008 roku przeniósł się do kostarykańskiego CS Herediano. Następnie grał w irańskim Rah Ahan oraz urugwajskim Rampla Juniors, gdzie w 2009 roku zakończył karierę.

## Kariera reprezentacyjna
W reprezentacji Urugwaju Pellegrín rozegrał 1 spotkanie. Było to wygrane 4:3 spotkanie Pucharu Konfederacji z RPA, rozegrane 17 grudnia 1997 roku. Tamten Puchar Konfederacji Urugwaj zakończył na 4. miejscu.